# 正勤君毅社區
君毅正勤社區，是高雄市前鎮區中華五路的一個大型眷村改建社區，正門入口為中華五路969巷。

## 歷史
1948年國共內戰正酣，在南京的金陵兵工廠和漢口的漢陽兵工廠部分設施及人員隨著國民政府遷來台灣，並合併駐紮在高雄市前鎮區，更名為聯勤第六十兵工廠。
當時軍方為安頓所有將近萬名的員工及眷屬，以利建廠工作順利推展，特將金陵兵工廠的員工與眷屬安置在高雄市前鎮區復興三路的北側區域，包括君毅、壯勇與剛勇三個里，一般統稱「君毅里」；而將漢陽兵工廠的員工與眷屬安置在高雄市成功二路的東側區域也分為三個里（忠勇、忠誠與忠純），一般統稱「成功路」，兩個村相距不及一公里。住在君毅里的員工與眷屬，多說南京話，而住在成功路眷村的員工與眷屬，多說湖北話。
政府已於民國八零年代初期在高雄市前鎮區中華五路靠近原成功路眷村位置改建，將兩個眷村合併為現代化的大樓建築群，並命名為「正勤君毅社區」。

## 社區名人

#### 四零年代
•汪順卿
•柯澄
•姚頤良
•蘇慶芬
(以上四人均為前高雄市議員）

#### 五零年代
•羅繼然(籃球國手)
•姚慶康（電影編劇）
•嚴德發（現任國防部部長））
•金豐鄉(前海軍官校校長)
•王祖賢（知名女星）
•陳德容 (王春華之女)
•張弘毅(作曲家)
•胡道忠
•嚴武男
•楊宋國
•張瑞珠
•陳良傑

## 本文編輯
```
Benjamin Wu 為退休土木工程師，曾參與國內外多項重大基礎建設興建工作。1947年生於南京，1948年隨政府遷來台灣高雄，住在君毅里凡三十年，1979年成家後遷往台北，現在退休仍住在台北。
```